# Aeroportul North Central State
Aeroportul North Central State (IATA: SFZ, ICAO: KSFZ, FAA LID: SFZ) este un aeroport din Smithfield⁠(d), Comitatul Providence, Rhode Island, Rhode Island, Statele Unite ale Americii ce deservește zona Pawtucket⁠(d). Aeroportul a fost tranzitat în 2019 de 14 pasageri.
Situat la o altitudine de 134 m, aeroportul dispune de 2 piste.

## Infrastructură

### Piste
Aeroportul dispune de 2 piste. Pista 5/23 are suprafața de asfalt și dimensiunile 5.000 picioare × 100 picioare. Pista 15/33 are suprafața de asfalt și dimensiunile 3.211 picioare × 75 picioare. 